# منتدى حوار إيبسا

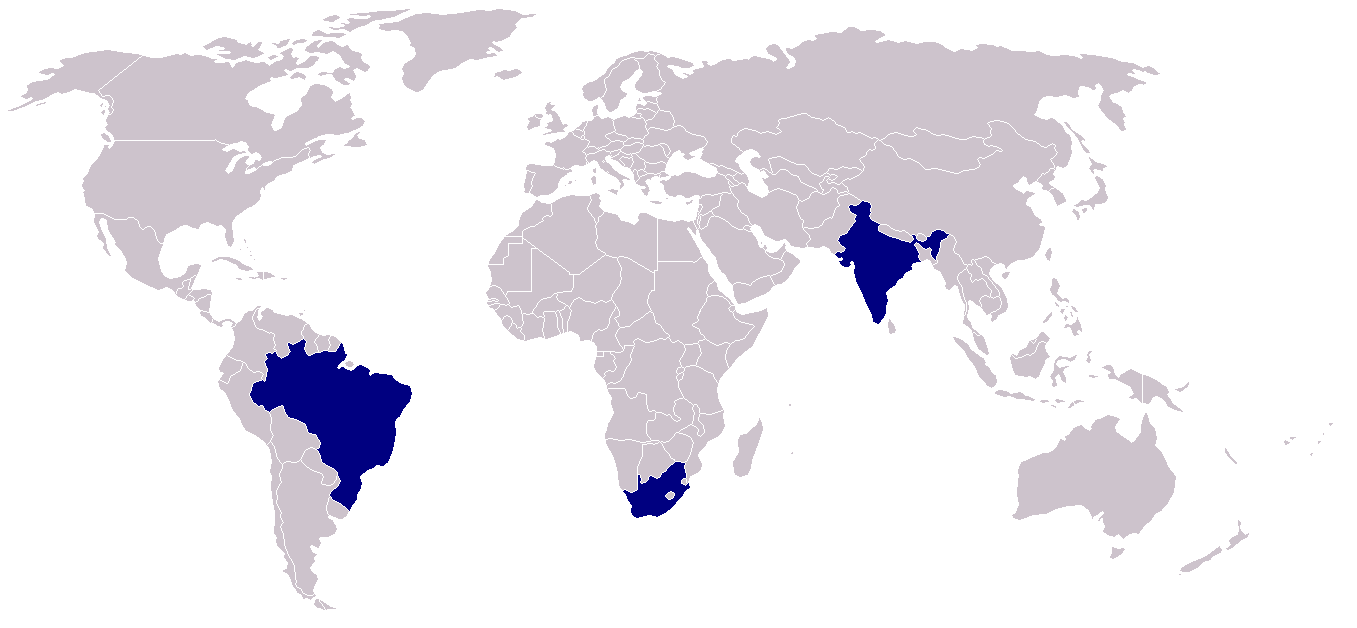
الهند والبرازيل وجنوب أفريقيا

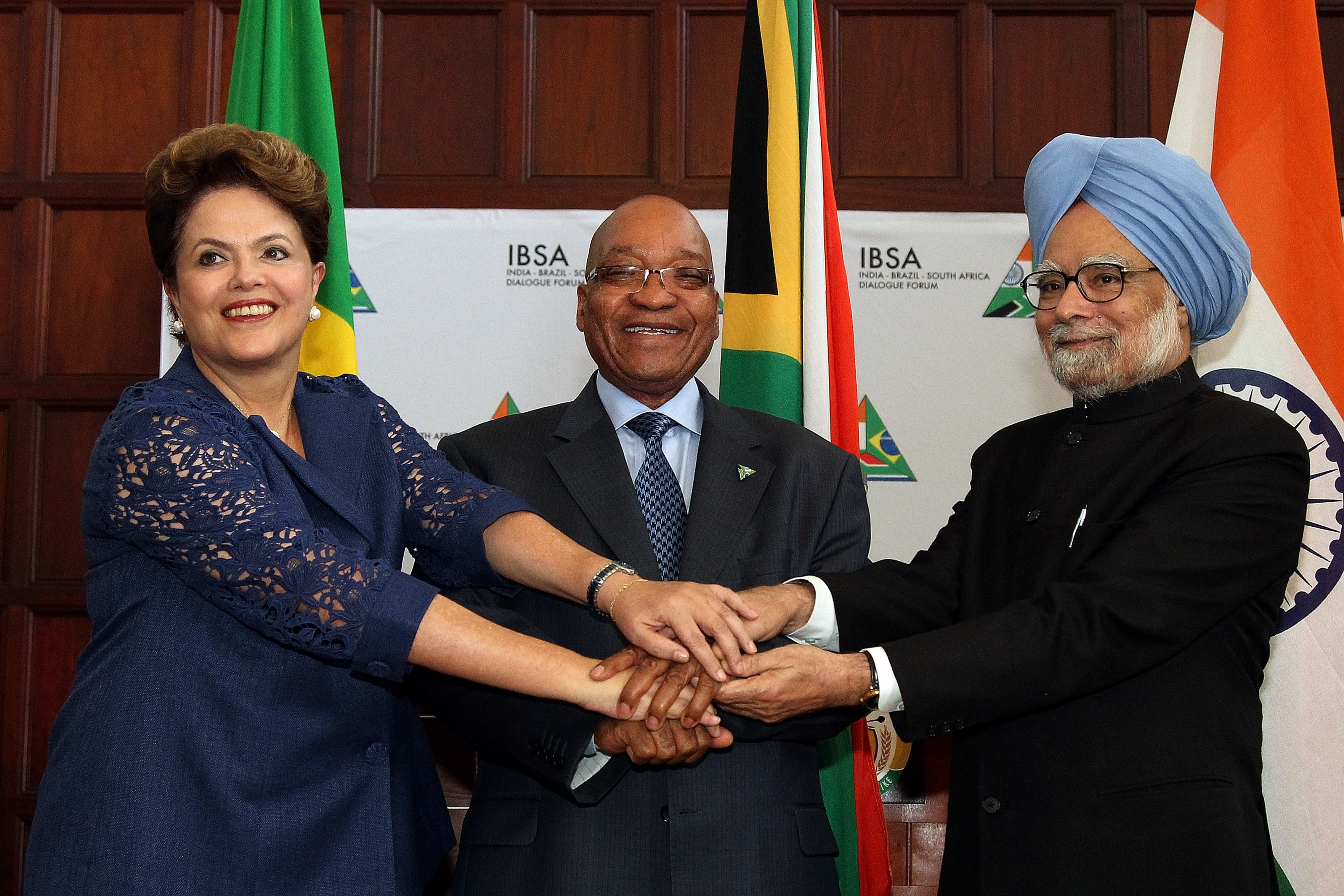
بريتوريا (جنوب أفريقيا) - ديلما روسيف (رئيسة البرازيل)، وجاكوب زوما (رئيس جنوب أفريقيا)، ومانموهان سينغ (رئيس وزراء الهند)، يلتقطون صورة.

منتدى الحوار بين بلدان مجموعة الهند والبرازيل وجنوب أفريقيا (الهند والبرازيل وجنوب أفريقيا) هو تجمع ثلاثي دولي يهدف إلى تعزيز التعاون الدولي بين هذه البلدان. وهي تمثل ثلاثة أقطاب مهمة لتعزيز التعاون بين بلدان الجنوب وتعزيز التفاهم بين ثلاث قارات مهمة في العالم النامي وهي أفريقيا وآسيا وأميركا الجنوبية. ويوفر المنتدى للدول الثلاث منصة للمشاركة في مناقشات للتعاون في مجال الزراعة والتجارة والثقافة والدفاع وغيرها.
يلعب منتدى الحوار التابع لمجموعة إيبسا دوراً متزايد الأهمية في السياسة الخارجية للهند والبرازيل وجنوب أفريقيا. وقد أصبح هذا التعاون فعالاً في تعزيز التنسيق الوثيق بشأن القضايا العالمية بين ثلاث ديمقراطيات كبيرة متعددة الثقافات والأعراق في آسيا وأميركا الجنوبية وأفريقيا، وساهم في تعزيز التعاون الثلاثي بين الهند والبرازيل وجنوب أفريقيا في المجالات القطاعية.

## أصل
بعد التعاون بين الهند (جنوب آسيا)، والبرازيل (أمريكا الجنوبية)، وجنوب أفريقيا (أفريقيا). ودعا الإعلان الصادر في الاجتماع الثلاثي في برازيليا إلى إزالة السياسات الحمائية والممارسات المشوهة للتجارة من خلال تحسين النظام التجاري المتعدد الأطراف.
في السادس من يونيو/حزيران 2003، اجتمع ياشوانت سينها (وزير الشؤون الخارجية الهندي)، وسيلسو أموريم (وزير خارجية البرازيل)، ونكوسازانا دلاميني زوما (وزيرة خارجية جنوب أفريقيا) في برازيليا، حيث تم إضفاء الطابع الرسمي على منتدى حوار مجموعة بلدان الهند وأفريقيا الجنوبية من خلال اعتماد "إعلان برازيليا". يعمل منتدى حوار مجموعة الهند والبرازيل وجنوب أفريقيا على تسهيل المشاورات المنتظمة على مستوى كبار المسؤولين، ومستوى الحكومات (القمة)، وكذلك بين الأكاديميين والمثقفين وغيرهم من أعضاء المجتمع المدني. ويرى بعض الخبراء أن هذه الخطوة بمثابة مسعى لتحدي النظام الدولي من جانب القوى المتوسطة المحورية من خلال الإقناع السلمي، بدلاً من وسائل أخرى.

### إعلان برازيليا

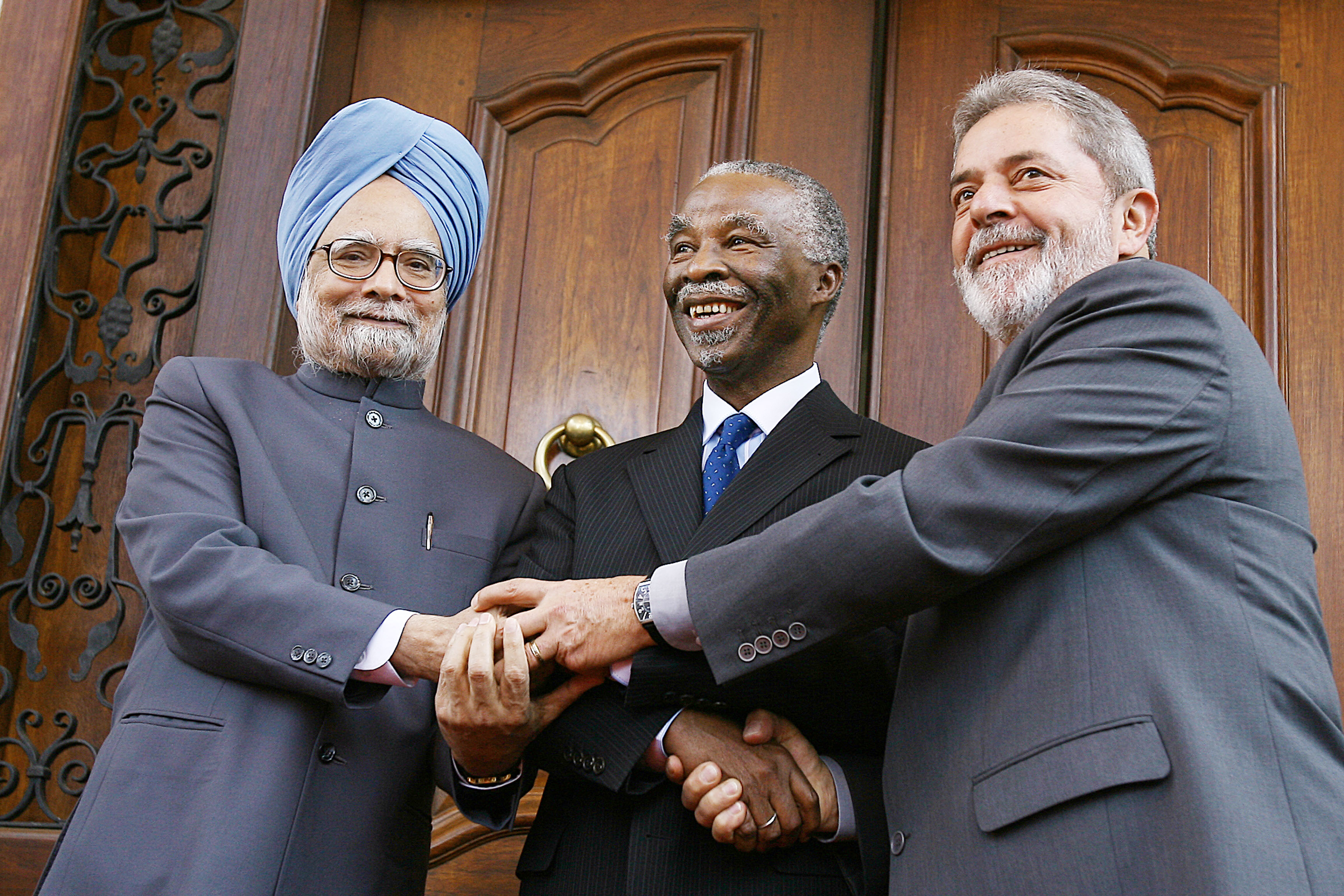
رئيس الوزراء الهندي مانموهان سينغ مع رئيس جنوب أفريقيا ثابو مبيكي والرئيس البرازيلي لويس إيناسيو لولا دا سيلفا خلال قمة مجموعة الهند وجنوب أفريقيا عام 2007.

وفي 6 يونيو/حزيران 2003، وقع وزراء خارجية الهند والبرازيل وجنوب أفريقيا على إعلان برازيليا. واتفقوا على الحاجة الملحة لإجراء إصلاحات في الأمم المتحدة، وخاصة مجلس الأمن. وجاء في الإعلان أن مجلس الأمن التابع للأمم المتحدة ينبغي أن يعكس السيناريو العالمي الحالي. كما تطرق إلى موضوعات الإرهاب الدولي والجريمة العابرة للحدود الوطنية والاتجار غير المشروع بالأسلحة، مؤكداً أن مثل هذه التهديدات للسلام الدولي يجب أن يتم التعامل معها بفعالية مع احترام سيادة الدول والقانون الدولي.
وسلط الوزراء الضوء على أولوياتهم في تعزيز العدالة الاجتماعية والنمو الشامل من خلال التأكيد على الحاجة إلى معالجة الجوع والفقر من خلال التنفيذ الفعال للخطط الحكومية. ويؤكد الإعلان أيضًا على الحاجة إلى تعزيز المزارع العائلية والأمن الغذائي والصحة والتعليم وحقوق الإنسان وحماية البيئة. وأشاروا إلى أن التمكين الاجتماعي يستغل الإمكانات البشرية بشكل أفضل، مما يساهم في التنمية الاقتصادية بشكل كبير. وأكد الوزراء أيضًا على أهمية القضاء على التمييز العنصري والتحيز الجنسي أثناء تأطير.
وفي حين رحب الوزراء بالفوائد التي تحققت من خلال العولمة والتجارة الحرة في البلدان النامية، فقد أعربوا عن قلقهم من أن جزءا كبيرا من العالم لم يستفد منها. وفي هذا السياق، أكدوا التزامهم بمواصلة وتنفيذ سياسات شاملة ومتكاملة وعادلة. ولتحقيق هذه الغاية، أكدوا مجدداً على موقفهم الداعي إلى إجراء مفاوضات في إطار جولة محادثات الدوحة، والتي قد تتمكن البلدان المتقدمة من خلالها من القضاء على بعض ممارساتها الحمائية والمشوهة للتجارة، وبالتالي توفير فرص متكافئة للبلدان النامية في مجال التجارة الدولية.
وأوصى الوزراء رؤساء دولهم و/أو حكوماتهم بعقد اجتماع على مستوى القمة للدول الثلاث. كما قررا تكثيف الحوار على كافة المستويات عند الحاجة لتنظيم لقاءات بين كبار المسؤولين والخبراء المسؤولين عن القضايا ذات الاهتمام المشترك. واتفقا على عقد لقاءات وحوارات دورية حول القضايا ذات الاهتمام المشترك. واتفقوا أيضًا على إنشاء لجنة ثلاثية مشتركة. وستكون وزارات الخارجية بمثابة المحاور الرئيسية للجنة الثلاثية المشتركة، وسيرأس الاجتماعات وزراء الخارجية الثلاثة بشكل مشترك. يتم تنسيق مرافق الأمانة من قبل السكرتير المسؤول عن هذه المنطقة في وزارة خارجية البلد المضيف.

## أهداف
يهدف منتدى الحوار بين بلدان الجنوب وجنوب أفريقيا إلى تعزيز التعاون بين بلدان الجنوب وبناء توافق في الآراء بشأن القضايا ذات الأهمية الدولية. ويهدف أيضًا إلى زيادة الفرص التجارية بين البلدان الثلاثة، فضلاً عن تسهيل التبادل الثلاثي للمعلومات والتقنيات والمهارات لتكملة نقاط القوة لدى كل منها. وبعد ذلك، تعمل المنظمة على تعزيز التخفيف من حدة الفقر الدولي والتنمية الاجتماعية مع التركيز بشكل أساسي على التنمية العادلة. كما يهدف إلى استكشاف السبل لتعزيز التعاون في مجموعة واسعة من المجالات، والتي تشمل الزراعة، وتغير المناخ / الاحتباس الحراري، والثقافة، والدفاع، والتعليم، والطاقة، والصحة، ومجتمع المعلومات، والعلوم والتكنولوجيا، والتنمية الاجتماعية، والتجارة والاستثمار، والسياحة والنقل.

## قمم إيبسا
|      | تاريخ                     | البلد المضيف | القائد المضيف              | الموقع الذي عقد فيه |
| ---- | ------------------------- | ------------ | -------------------------- | ------------------- |
| 2006 | سبتمبر 2006               | البرازيل     | لويس إيناسيو لولا دا سيلفا | برازيليا            |
| 2007 | أكتوبر 2007               | جنوب إفريقيا | ثابو مبيكي                 | بريتوريا            |
| 2008 | أكتوبر 2008               | الهند        | مانموهان سينغ              | نيودلهي             |
| 2010 | 15 أبريل 2010             | البرازيل     | لويس إيناسيو لولا دا سيلفا | برازيليا            |
| 2011 | 18 أكتوبر 2011            | جنوب إفريقيا | جاكوب زوما                 | بريتوريا            |
| 2013 | 16 مايو 2013 (تم الإلغاء) | الهند        | مانموهان سينغ              | نيودلهي             |
| 2017 | 17 أكتوبر 2017            | جنوب إفريقيا | مايتي نكوانا-ماشاباني      | ديربان              |

## مجالات التعاون

### زراعة
تم تنفيذ مشروع تنمية مشترك في غينيا بيساو. ويهدف إلى تحسين الإنتاج وتشجيع وتطوير الصناعات الزراعية الصغيرة. كما تسعى إلى تحسين وتنويع المحاصيل البستانية. اجتمع وزراء الزراعة في مجموعة الهند والبرازيل وجنوب أفريقيا في روما في 22 نوفمبر/تشرين الثاني 2005 على هامش مؤتمر منظمة الأغذية والزراعة. وتبع ذلك اجتماع لكبار المسؤولين الزراعيين في رابطة إيبسا في نيودلهي يومي 18 و19 يناير/كانون الثاني 2006. ناقش الاجتماع إعداد مسودة مذكرة تفاهم تنص على تطوير خطط البحث وبناء القدرات.

### تعليم
لقد اعترفت الدول الثلاث بالتعليم كأداة حيوية لتحقيق العدالة الاجتماعية. الهند هي الدولة الرائدة في قطاع التعليم. وقد تم تحديد ثلاثة مجالات رئيسية للتعاون وهي التعليم المفتوح والتعليم عن بعد والتعليم العالي والمهني وأخيرًا التعليم الشامل مع التركيز على المساواة بين الجنسين. ومن المقرر أن تستضيف كل دولة من الدول الثلاث مؤتمر طاولة مستديرة حول أحد الموضوعات المذكورة. اختارت الهند التعليم الشامل، واختارت البرازيل التعليم العالي والمهني، بينما اختارت جنوب أفريقيا التعليم المفتوح والتعليم عن بعد.

### طاقة
تهدف مجموعة العمل إلى تعزيز مصادر الطاقة النظيفة والفعالة مثل الوقود الحيوي. كما أنه يوفر فرصة لتبادل المعلومات حول الطاقة المتجددة واستخدام مصادر الطاقة غير التقليدية.

### العلوم والتكنولوجيا
وقد تم تحديد العلوم والتكنولوجيا كأحد المجالات الرئيسية للتعاون الثلاثي. وفيما يلي قائمة بمجالات التعاون البحثي المعتمدة والدول الرائدة المقابلة لها:
- فيروس نقص المناعة البشرية/الإيدز وتكنولوجيا النانو - الهند
- الملاريا وعلم المحيطات - البرازيل
- السل والتكنولوجيا الحيوية - جنوب أفريقيا

يتم تنفيذ الأنشطة في كل منطقة من قبل منسقي المناطق، وهم خبراء في تخصصاتهم المعنية. وقد أقيمت ورش عمل في التخصصات المذكورة أعلاه في البلدان الثلاثة بشكل منتظم.

### تجارة
اجتمع وزراء اقتصاد مجموعة الهند والبرازيل وجنوب أفريقيا في نيودلهي في مارس/آذار 2005 واتفقوا على آلية لتحديد وإزالة الحواجز غير الجمركية التي تعوق التجارة المتبادلة. وتشمل بعض الآليات التي تم النظر فيها التعاون الجمركي، وتبادل الخبرات في مجال الطاقة والزراعة وتجهيز الأغذية والسياحة والخدمات المالية والمصرفية. وقد تقرر تعزيز التعاون في قطاع الشركات الصغيرة والمتوسطة. ولتحقيق هذه الغاية، تم وضع شروط مرجعية مشتركة يمكن أن تساعد في تطوير هذا القطاع. وبما أن البلدان الثلاثة لديها عدد كبير من الشركات الصغيرة، فمن المتوقع أن يكون للتعاون في هذا القطاع آثار تنموية عميقة.

### ينقل
وتهدف مجموعة العمل إلى التعاون بين الدول الثلاث في مجالات توسيع الربط الجوي والتدريب وتبادل المعرفة في إدارة المطارات والمجال الجوي وإدارة الموانئ، بما في ذلك بناء القدرات في مجال بناء السفن. ويجري النظر أيضًا في المناقشات بشأن الاتفاقيات الجوية والبحرية. إن تطوير مرافق الشحن المتبادل لإنشاء طريق سريع بين الجنوب والجنوب، والذي يدمج الاتصال دون الإقليمي بين ميركوسور والاتحاد الجمركي لجنوب أفريقيا والمناطق الهندية، هو أحد المجالات ذات الأولوية لفريق العمل.

## التصريحات والبيانات

### أجندة نيودلهي للتعاون
اجتمع ياشوانت سينها، وسيلسو أموريم، والدكتور نكوسازانا دلاميني زوما، وزراء خارجية الهند والبرازيل وجنوب أفريقيا على التوالي، في نيودلهي يومي 4 و5 مارس 2003 في الاجتماع الأول للجنة الثلاثية لمنتدى الحوار إيبسا. وقد تمت مناقشة القضايا التالية:

#### إصلاحات الأمم المتحدة
ورأى الوزراء أن التركيبة الحالية لمجلس الأمن الدولي لا تمثل السيناريو العالمي الحالي. وأكدوا على ضرورة إحداث إصلاحات تجعل مجلس الأمن يعكس الحقائق المعاصرة. ولتحقيق هذه الغاية، أكدوا على ضرورة توسيع عضوية مجلس الأمن في فئتيه الدائمة وغير الدائمة.

#### السلام والأمن
واستعرض الوزراء الوضع الأمني العالمي وجددوا التزاماتهم تجاه منع انتشار أسلحة الدمار الشامل. واتفقا على تكثيف تعاونهما في الوكالة الدولية للطاقة الذرية بهدف ضمان نمو وتطوير استخدام الطاقة النووية للأغراض السلمية في ظل الضمانات المناسبة. وفيما يتعلق بالقضية الإسرائيلية الفلسطينية، حثت الدول الثلاث على استئناف الحوار في وقت مبكر على أساس قرارات مجلس الأمن التابع للأمم المتحدة ومبادرة السلام العربية وخريطة الطريق التي وضعتها اللجنة الرباعية. وأكدوا دعمهم للتسوية المنصوص عليها في قرار مجلس الأمن التابع للأمم المتحدة رقم 1397، والتي تقضي بوجود دولتين ذات سيادة، إسرائيل وفلسطين، تعيشان جنباً إلى جنب ضمن حدود آمنة ومعترف بها.
وكانت الدول الثلاث لديها أيضًا وجهات نظر مشتركة فيما يتعلق بالعراق. وأكدوا على ضرورة الحفاظ على وحدة العراق وسلامة أراضيه ودعوا إلى نقل السيادة الكاملة إلى الشعب العراقي. وكانوا يرون أن الأمم المتحدة بحاجة إلى أن تلعب دوراً حيوياً في هذا السياق. وأكدوا أيضًا على ضرورة إعادة الإعمار في العراق في ظل حكومة ذات سيادة منتخبة ديمقراطيًا.

#### التنمية الاجتماعية
وأدركت الدول الثلاث ضرورة وضع الناس في مركز التنمية. ولتحقيق هذه الغاية، أكد الوزراء على ضرورة صياغة سياسات تركز على الشعب وتضمن التنمية العادلة. وبما أن البلدان الثلاثة تتمتع بتاريخ ثقافي غني، فقد تمت مناقشة تعزيز الروابط الثقافية من خلال تنظيم معرض ثقافي ثلاثي للموسيقى والرقص والسينما في البرازيل. استذكر الوزراء إعلان برازيليا، واتفقوا على تبادل الخبرات في مجالات متنوعة، مثل الأمن الغذائي والصحة والتعليم وحقوق الإنسان، وغيرها. كما أيّدوا مقترحًا من البرازيل باستضافة ندوة حول "النمو الاقتصادي مع العدالة الاجتماعية" بهدف تعزيز معرفة أعضاء مجموعة إيبسا بسياساتهم واستراتيجياتهم الوطنية الرامية إلى تعزيز التنمية الاقتصادية والاجتماعية.

### بيان وزاري من كيب تاون
اجتمع وزراء خارجية البلدان الثلاثة في كيب تاون يومي 10 و11 مارس/آذار 2005 للمشاركة في الاجتماع الثاني للجنة الثلاثية لمنتدى حوار مجموعة الهند والبرازيل وجنوب أفريقيا. وقد تمت مناقشة القضايا التالية:

#### قمة مراجعة الألفية
وأكد الوزراء مجددا التزامهم بتحقيق الأهداف الإنمائية للألفية بحلول عام 2015 باعتبارها استراتيجيتهم الأساسية في كفاحهم الجماعي ضد الجوع والفقر وغيرهما من المشاكل التي تعاني منها مجتمعاتهم. وأكد الوزراء أن التعاون فيما بين بلدان الجنوب أمر ضروري لتحقيق الأهداف الإنمائية للألفية، كما أكدوا على تعاونهم تحت رعاية مجموعة الهند والبرازيل وجنوب أفريقيا لتحقيق هذه الأهداف.

#### الشراكة الجديدة من أجل تنمية أفريقيا
قرر الوزراء دعم التنمية الاقتصادية للاتحاد الأفريقي وتعزيز شراكة مجموعة الهند والبرازيل وجنوب أفريقيا في تنفيذ الشراكة الجديدة من أجل تنمية أفريقيا (نيباد). وتوجد فرص عديدة في مجالات التجارة والتبادل التجاري والطاقة والتعليم والصحة، وتعهد الوزراء باستكشاف فرص التعاون الثلاثي في هذه المجالات.

#### التكامل بين أمريكا اللاتينية وأمريكا الجنوبية
وأعرب الوزراء عن دعمهم لإنشاء قمة أعمال آسيوية أفريقية تركز على تعزيز القطاع الخاص الأفريقي. كما قرروا استكشاف سبل التعاون الوثيق مع أميركا الجنوبية. ورحب الوزراء أيضًا بالجهود المبذولة لتحقيق التكامل في منطقة أمريكا اللاتينية والكاريبي، وفي هذا الصدد أقروا بأهمية إنشاء مجتمع دول أمريكا الجنوبية (كاسا).

#### منظمة التجارة العالمية
واتفق الوزراء على تكثيف تعاونهم في المفاوضات التجارية المتعددة الأطراف في إطار منظمة التجارة العالمية في الفترة التي تسبق مؤتمر وزراء منظمة التجارة العالمية الذي سيعقد في هونج كونج عام 2005. ويهدف هذا التعاون إلى تحقيق أجندة الدوحة للتنمية وتعزيز فرص التجارة بطريقة حرة وعادلة في ظل نظام تجاري متعدد الأطراف قائم على قواعد شفافة.

#### التعاون القطاعي بين بلدان مجموعة إيبسا
واستعرض الوزراء عمل مجموعات العمل القطاعية وقرروا إضافة قطاعين جديدين هما الزراعة والثقافة. وفي سياق تكنولوجيا المعلومات، رأى الوزراء أن حكوماتهم لديها العديد من مخططات الحكومة الإلكترونية التي تتشابه إلى حد كبير، الأمر الذي قد يسمح لهم بتبادل بعض المعلومات وأفضل الممارسات وتحديد مشاريع التعاون.
واتفق الوزراء على تعزيز المشاورات بين الوزارات وإدارات الزراعة دعماً لعمليات التشاور التجاري بين مجموعة الهند والبرازيل وجنوب أفريقيا ومجموعة العشرين. وقد قرروا عقد اجتماع لخبراء مجموعة إيبسا في الهند لتحديد مجالات البحث والتدريب في مجال الزراعة. ورحب الوزراء بإطلاق مجلس أعمال مجموعة إيبسا، الذي سيعمل جنباً إلى جنب مع مجموعة العمل بشكل مشترك في مجالات مثل الشركات الصغيرة والمتوسطة والمتناهية الصغر. وفيما يتعلق بتعزيز السياحة بين البلدان الثلاثة، يجري استكشاف آلية لدراسة إمكانية الإعفاء من التأشيرة أو إصدار تأشيرات عند الوصول لمواطني مجموعة الهند والبرازيل وجنوب إفريقيا. وبالإضافة إلى ذلك، تم خلال هذا الاجتماع أيضًا مناقشة التعاون في مختلف القطاعات الأخرى.

#### مرفق إيبسا للتخفيف من حدة الجوع والفقر
واستعرض الوزراء التقدم المحرز فيما يتعلق بتشغيل مرفق مجموعة الهند وأفريقيا وجنوب أفريقيا للتخفيف من حدة الجوع والفقر. كما اتفقوا على تخصيص مبلغ إضافي قدره مليون دولار أميركي لصندوق مجموعة الهند وأفريقيا الجنوبية وإطلاق المرفق في غينيا بيساو، وهو ما يأملون أن يزيد من مكانة الصندوق بين القطاع الخاص وأعضاء المجتمع المدني. واتفق الوزراء على أن مجموعة إيبسا سوف تتقدم إلى السلطة الفلسطينية بعرض لمساعدتها في جهود إعادة الإعمار.

### بيان وزاري لريو دي جانيرو
اجتمع أناند شارما، وسيلسو أموريم، والدكتورة نكوسازانا دلاميني زوما، وزراء خارجية الهند والبرازيل وجنوب أفريقيا على التوالي، في ريو دي جانيرو في 30 مارس 2006 لحضور الاجتماع الثالث للجنة الثلاثية لمنتدى حوار مجموعة الهند والبرازيل وجنوب أفريقيا. وقد تم طرح ومناقشة القضايا التالية:

#### إصلاحات الأمم المتحدة
تبادلت بلدان مجموعة الهند وأفريقيا وجنوب أفريقيا وجهات نظرها بشأن إصلاحات مجلس الأمن التابع للأمم المتحدة وأكدت موقفها القائل بأن تمثيل البلدان النامية من آسيا وأفريقيا وأميركا اللاتينية كأعضاء دائمين في المجلس أمر ضروري. ورحبوا بإنشاء لجنة بناء السلام ومجلس حقوق الإنسان التابع للأمم المتحدة، وأضافوا أن عملية إصلاح الأمم المتحدة الآن يجب أن تتضمن إصلاح مجلس الأمن.

#### منع الانتشار ونزع السلاح والحد من الأسلحة
وأعرب الوزراء عن رأي مفاده أن المؤسسات المتعددة الأطراف المنشأة بموجب اتفاقيات نزع السلاح المختلفة ينبغي أن تكون الآلية الأساسية لتحقيق الهدف المنشود المتمثل في نزع السلاح ومنع الانتشار. واتفقا على مواصلة التعاون في الوكالة الدولية للطاقة الذرية وغيرها من المحافل فيما يتعلق بالاستخدام السلمي للطاقة الذرية في ظل الضمانات المناسبة. واتفقوا أيضا على النظر في تعزيز التعاون النووي المدني الدولي مع الدول الأخرى التي تتقاسم أهدافا مماثلة في مجال منع الانتشار. وأعرب الوزراء أيضاً عن أملهم في التوصل إلى حل سلمي للبرنامج النووي الإيراني، في إطار الوكالة الدولية للطاقة الذرية.

#### التجارة الدولية
وأكد الوزراء على ضرورة التوحد بشأن قضية جولة الدوحة من المفاوضات. ويتم دعم ذلك من خلال زيادة المشاورات التي تقوم بها وفود مجموعة الهند والبرازيل وجنوب أفريقيا، من أجل تعزيز الوصول إلى الأسواق غير الزراعية (NAMA)، فضلاً عن إنشاء مجموعة NAMA-11 التي يتمثل مبدأاها الرئيسيان في دعم المرونة للدول النامية والتوازن بين الوصول إلى الأسواق غير الزراعية والمجالات الأخرى قيد التفاوض. وأحاط الوزراء علماً بالأهداف الأوسع نطاقاً للتشريع المقترح من جانب الاتحاد الأوروبي بشأن التسجيل والتقييم والترخيص وتقييد المواد الكيميائية (REACH)، فيما يتصل بحماية الصحة البشرية والبيئة. وأعربوا عن قلقهم بشأن العواقب التي قد يخلفها REACH على الاقتصادات النامية في الجنوب. ومن شأن هذه العواقب أن تؤثر سلباً على تحقيق الأهداف الإنمائية للألفية في هذه البلدان. وحث الوزراء الاتحاد الأوروبي على إيلاء الاعتبار الواجب لهذه العواقب والتأكد من عدم تحول REACH إلى حاجز فني للتجارة (TBT).

#### صندوق مرفق إيبسا للتخفيف من حدة الجوع والفقر
إن الميزة الأساسية لصندوق إيبسا هي نشر أفضل الممارسات في التخفيف من حدة الفقر والجوع. وأكد الوزراء أهمية مشاركة المؤسسات الحكومية وغير الحكومية في المشاريع التي يمولها الصندوق. وأوصوا أيضًا بأن يقوم برنامج الأمم المتحدة الإنمائي، باعتباره المسؤول عن إدارة الصندوق، بالعثور على الوسائل اللازمة لتحقيق ذلك.
كما تلقى الوزراء وقبلوا توصيات اللجنة الفنية للرصد لغينيا بيساو. وحثت مكتب برنامج الأمم المتحدة الإنمائي في بيساو على العمل بشكل وثيق مع الوحدة الخاصة لبرنامج الأمم المتحدة الإنمائي للتعاون فيما بين بلدان الجنوب في نيويورك، ومنسق المشروع، والسلطات الوطنية في غينيا بيساو. ووافق الوزراء على توصية اللجنة بتوقيع اتفاقيات إضافية مع برنامج الأمم المتحدة الإنمائي من أجل توضيح حقوق والتزامات الطرفين.

#### التعاون القطاعي بين بلدان مجموعة إيبسا
تعهدت الدول الأعضاء بتعزيز إنتاج واستخدام الوقود الحيوي كبديل نظيف وصديق للبيئة. وسيتم التركيز بشكل أكبر على تبادل المعلومات في مجالات الحفاظ على الطاقة وطاقة الهيدروجين. وشدد الوزراء على ضرورة تعزيز العلاقات التجارية بين الدول الثلاث. وفي إطار هذا المنظور، أعربوا عن ارتياحهم لاقتراح ميركوسور على الاتحاد الجمركي لجنوب أفريقيا والهند إنشاء مجموعة عمل لاستكشاف أشكال اتفاقية التجارة الحرة الثلاثية فيما بينهم. كما تم تحديد مجالات محددة للزراعة للتعاون الثلاثي. وتشمل هذه المجالات البحث وبناء القدرات والتجارة الزراعية والتنمية الريفية والتخفيف من حدة الفقر.

#### منتدى التجارة والاستثمار لمجموعة إيبسا
وأعربت الوفود المشاركة عن اعتقادها بأن العلاقات التجارية بين الدول الثلاث من شأنها أن تعزز الاتحاد فيما بين بلدان الجنوب. وقد تم اقتراح استبدال الواردات من الدول الشمالية بالواردات من الدول الجنوبية كحل ممكن لتحقيق الهدف المذكور. وقد تم تحديد اللوجستيات والإجراءات الجمركية ونقص المعلومات والمسافات باعتبارها الحواجز الرئيسية التي يجب إزالتها حتى تزدهر التجارة الثلاثية.
تم السعي إلى حل مشكلة اللوجستيات من خلال اقتراح دراسة لمعالجة هذه القضية بشكل أكبر. وتم السعي إلى معالجة المشاكل المتعلقة بالإجراءات الجمركية من خلال ضمان المزيد من التعاون بين المؤسسات الحكومية من أجل تبسيط العديد من اللوائح وتبسيط العملية. وكان القطاع الخاص أيضًا من الرأي القائل بأن عدد الرحلات الجوية بين الهند والبرازيل وجنوب إفريقيا بحاجة إلى الزيادة، مما يزيل حاجز المسافات ونقص المعلومات دون مشكلة.

## الاتفاقيات ومذكرات التفاهم
وقد تم توقيع الاتفاقيات التالية حتى الآن:
- مذكرة تفاهم بشأن الزراعة والمجالات ذات الصلة
- مذكرة تفاهم بشأن الوقود الحيوي
- اتفاقية بشأن الشحن التجاري وغيره من مسائل النقل البحري
- خطة عمل بشأن تيسير التجارة في مجال المعايير واللوائح الفنية وتقييم المطابقة
- إطار مذكرة التفاهم للتعاون في مجال مجتمع المعلومات

## البريكس
سعت جنوب أفريقيا إلى الانضمام إلى منظمة البريكس اعتبارًا من أغسطس 2010، وفي ديسمبر 2010 تمت دعوتها رسميًا للانضمام. حضرت جنوب أفريقيا قمة أبريل 2011، والمجموعة تعرف الآن باسم البريكس، حيث يرمز الحرف S إلى جنوب أفريقيا. وتمثل البرازيل وروسيا والهند والصين وجنوب أفريقيا الآن مجموعة كبيرة من البلدان التي تمثلها مجموعة إيبسا. يرى البعض أن مجموعة البريكس ومجموعة الهند والبرازيل وجنوب أفريقيا تشكل منافسين جيوسياسيين محتملين.

## روابط خارجية
- الموقع الرسمي لمنتدى حوار إيبسا
- أخبار إيبسا، التحليلات والآراء